# زبان سندی
زبان سندی 
(به سندی: سنڌي) زبان تاریخی ایالت سند و مردمان سندی است. ۵۳٬۴۱۰٬۹۱۰ تن در پاکستان و ۵٬۸۲۰٬۴۸۵ تن در هند بدین زبان سخن می‌گوید. این زبان یک زبان هندوآریایی است. سندی تاثیرهایی را از زبان بلوچی پذیرفته است.
ابوریحان بیرونی در مال‌الهند از این زبان یاد می‌کند و واژگانی را از آن برمی‌شمرد. در این زمان هنوز سندیان به اسلام نگرویده بودند. از سدهٔ نوزدهم برای نگارش این زبان از الفبای عربی بهره می‌برند، این الفبا ۵۲ حرف دارد:
| جھ   | ڄ | ج  | پ            | ث | ٺ              | ٽ  | ٿ  | ت | ڀ  | ٻ  | ب | ا      |
| ---- | - | -- | ------------ | - | -------------- | -- | -- | - | -- | -- | - | ------ |
| ɟʱ   | ʄ | ɟ  | p            | s | ʈʰ             | ʈ  | tʰ | t | bʱ | ɓ  | b | ɑ: ʔ ∅ |
| ڙ    | ر | ذ  | ڍ            | ڊ | ڏ              | ڌ  | د  | خ | ح  | ڇ  | چ | ڃ      |
| ɽ    | r | z  | ɖʱ           | ɖ | ɗ              | dʱ | d  | x | h  | cʰ | c | ɲ      |
| ڪ    | ق | ڦ  | ف            | غ | ع              | ظ  | ط  | ض | ص  | ش  | س | ز      |
| k    | q | pʰ | f            | ɣ | ɑ: o: e: ʔ ʕ ∅ | z  | t  | z | s  | ʃ  | s | z      |
| ي    | ء | ھ  | و            | ڻ | ن              | م  | ل  | ڱ | گھ | ڳ  | گ | ک      |
| j i: |   | h  | ʋ ʊ o: ɔ: u: | ɳ | n              | m  | l  | ŋ | ɡʱ | ɠ  | ɡ | kʰ     |

همچنین در هندوستان برای نگارش این زبان از خط دیواناگری نیز بهره می‌برند. سندی وام واژگان بسیاری را از زبان‌های فارسی و عربی در خود دارد. زبان انگلیسی هم واژگانی را بدین زبان وام داده است. در پاکستان زبان اردو به طور شدیدی بر سندی اثر گذاشته است.
۱۰ آوریل هر سال روز جهانی زبان سندی نامگذاری شده است.